# Newport County Association Football Club
Maillots
Actualités
Newport County Association Football Club est une équipe de football galloise, basé à Newport, qui évolue en EFL League Two (quatrième division anglaise). Malgré la création d'un championnat national au pays de Galles en 1992 (voulu par l'UEFA), Newport County, comme d'autres équipes galloises évoluant dans les championnats anglais, préféra rester dans les divisions anglaises.
Newport possède une riche histoire. Le club a passé plus de 70 saisons consécutives dans la ligue anglaise de football. Le club a joué en EFL Championship (deuxième division anglaise) et a joué le cinquième tour de la Coupe d'Angleterre. Il a été quart de finaliste de la Coupe d'Europe des vainqueurs de coupe en 1981.

## Repères historiques

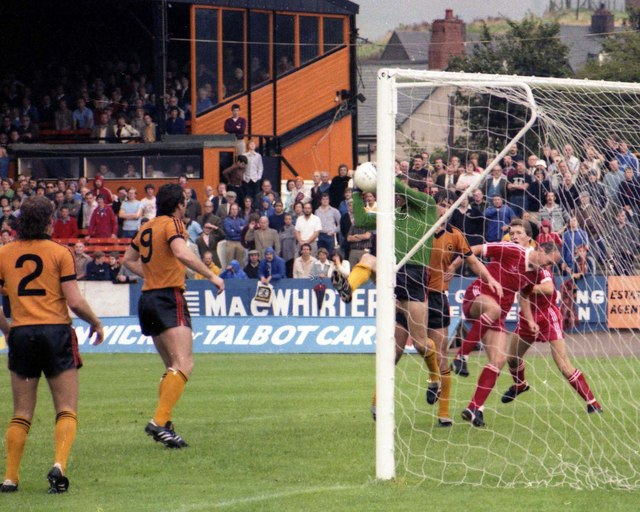
Newport-Oxford en 1981.

À l'issue de la saison 2012-2013, le club de Newport County accède à la Football League Two (quatrième division anglaise) en battant un autre club gallois (Wrexham) en finale des barrages.
Le 6 janvier 2019, le club bat Leicester City dans le troisième tour de la Coupe FA (2-1).

## Logos et blasons

ancien logo du club

## Palmarès et records

### Palmarès
| Championnats nationales | Coupes nationales | Compétitions internationales                                                                                      |
| - Championnat du pays de Galles (5) : - Champion : 1928, 1937, 1955, 1975 et 1980 (réserve). - Championnat d'Angleterre de deuxième division (0) : - Meilleur classement : 22e (en 1947). - Championnat d'Angleterre de troisième division (1) : - Champion : 1939. - Championnat d'Angleterre de quatrième division (0) : - Meilleur classement : 3e (en 1980). - Vainqueur des play-offs : 2013. - Championnat d'Angleterre de cinquième division (0) : - Meilleur classement : 3e (en 2013). - Vainqueur des play-offs : 2013. - Championnat d'Angleterre de sixième division (1) : - Champion : 2010. - Southern League Midland Division (1) : - Champion : 1995. - Vice-champion : 1999. - Hellenic League (en) (1) : - Champion : 1990. | - Coupe du pays de Galles (1) : - Vainqueur : 1980. - Finaliste : 1963 et 1987. - Coupe de la Ligue galloise (5) : - Vainqueur : 1937, 1955, 1958, 1977 et 1978. - Finaliste : 1948, 1956, 1973 et 1980 (réserve). - Coupe de la Fédération galloise (1) : - Vainqueur : 2008. - Finaliste : 2003 et 2007. - FA Trophy (0) : - Finaliste : 2012. | - Coupe d'Europe des vainqueurs de coupe (0) : - Participation : 1. - Meilleur parcours: 1/4 de finale (en 1981). |

### Bilan saison par saison
| Saison    | I | II | III | IV | V  | VI | Points  | Journées | V  | N  | D  | B.P | B.C. | Diff. |
| --------- | - | -- | --- | -- | -- | -- | ------- | -------- | -- | -- | -- | --- | ---- | ----- |
| 2022-2023 |   |    |     | 15 |    |    | 57 pts  | 46       | 14 | 15 | 17 | 53  | 56   | -3    |
| 2021-2022 |   |    |     | 11 |    |    | 69 pts  | 46       | 19 | 12 | 15 | 67  | 58   | +7    |
| 2020-2021 |   |    |     | 5  |    |    | 73 pts  | 46       | 20 | 13 | 13 | 57  | 42   | +15   |
| 2019-2020 |   |    |     | 14 |    |    | 46 pts  | 36       | 12 | 10 | 14 | 32  | 39   | -7    |
| 2018-2019 |   |    |     | 7  |    |    | 64 pts  | 46       | 20 | 11 | 15 | 59  | 59   | 0     |
| 2017-2018 |   |    |     | 11 |    |    | 64 pts  | 46       | 16 | 16 | 14 | 56  | 58   | -2    |
| 2016-2017 |   |    |     | 22 |    |    | 48 pts  | 46       | 12 | 12 | 22 | 51  | 73   | -22   |
| 2015-2016 |   |    |     | 22 |    |    | 43 pts  | 46       | 10 | 13 | 23 | 43  | 64   | -21   |
| 2014-2015 |   |    |     | 9  |    |    | 65 pts  | 46       | 18 | 11 | 17 | 50  | 52   | -2    |
| 2013-2014 |   |    |     | 14 |    |    | 58 pts  | 46       | 14 | 16 | 16 | 56  | 59   | -3    |
| 2012-2013 |   |    |     |    | 3  |    | 85 pts  | 46       | 25 | 10 | 11 | 85  | 60   | +25   |
| 2011-2012 |   |    |     |    | 19 |    | 47 pts  | 46       | 11 | 14 | 21 | 53  | 65   | -12   |
| 2010-2011 |   |    |     |    | 9  |    | 69 pts  | 46       | 18 | 15 | 13 | 78  | 60   | +18   |
| 2009-2010 |   |    |     |    |    | 1  | 103 pts | 42       | 32 | 7  | 3  | 93  | 26   | +67   |
| 2008-2009 |   |    |     |    |    | 10 | 59 pts  | 42       | 16 | 11 | 15 | 50  | 51   | -1    |

Légende :
- I / II / III / IV / V / VI : division jouée
- V / N / D : victoires / matchs nuls / défaites
- b.p. / b.c. : buts pour / buts contre
- Diff : différence de buts
- Promotion dans le championnat hiérarchiquement supérieur
- Relégation dans le championnat hiérarchiquement inférieur

## Joueurs et personnages du club

### Entraîneurs
Le tableau suivant présente la liste des entraîneurs du club depuis 1912.
| Rang | Nom              | Période   |
| ---- | ---------------- | --------- |
| 1    | Davy McDougall   | 1912-1913 |
| 2    | Sam Hollis       | 1913-1917 |
| 3    | Harry Parkes     | 1919-1922 |
| 4    | Jimmy Hindmarsh  | 1922-1935 |
| 5    | Louis Page       | 1935-1937 |
| 6    | Billy McCandless | 1937-1946 |
| 7    | Tom Bromilow     | 1946-1950 |
| 8    | Fred Stansfield  | 1950-1953 |
| 9    | Billy Lucas      | 1953-1961 |
| 10   | Bobby Evans      | 1961-1962 |
| 11   | Billy Lucas      | 1962-1967 |
| 12   | Leslie Graham    | 1967-1969 |

| Rang | Nom            | Période   |
| ---- | -------------- | --------- |
| 13   | Bobby Ferguson | 1969-1970 |
| 14   | Billy Lucas    | 1970-1974 |
| 15   | Brian Harris   | 1974-1975 |
| 16   | Dave Elliott   | 1975-1976 |
| 17   | Jimmy Scoular  | 1976-1977 |
| 18   | Colin Addison  | 1977-1978 |
| 19   | Len Ashurst    | 1978-1982 |
| 20   | Colin Addison  | 1982-1985 |
| 21   | Bobby Smith    | 1985-1986 |
| 22   | John Relish    | 1986      |
| 23   | Jimmy Mullen   | 1986-1987 |
| 24   | John Lewis     | 1987      |

| Rang | Nom                  | Période   |
| ---- | -------------------- | --------- |
| 25   | Brian Eastick        | 1987-1988 |
| 26   | David Williams       | 1988      |
| 27   | Eddie May            | 1988      |
| 28   | John Mahoney         | 1988-1989 |
| 29   | John Relish          | 1989-1993 |
| 30   | Graham Rogers        | 1993-1996 |
| 31   | Chris Price          | 1997      |
| 32   | Tim Harris           | 1997-2002 |
| 33   | Peter Nicholas       | 2002-2004 |
| 34   | John Cornforth       | 2004-2005 |
| 35   | Glyn Jones (intérim) | 2005      |
| 36   | Peter Beadle         | 2005-2008 |

| Rang | Nom                    | Période   |
| ---- | ---------------------- | --------- |
| 37   | Dean Holdsworth        | 2008-2011 |
| 38   | Tim Harris (intérim)   | 2011      |
| 39   | Anthony Hudson         | 2011      |
| 40   | Lee Harrison (intérim) | 2011      |
| 41   | Justin Edinburgh       | 2011-2015 |
| 42   | Jimmy Dack (intérim)   | 2015      |
| 43   | Terry Butcher          | 2015      |
| 44   | John Sheridan          | 2015-2016 |
| 45   | Warren Feeney          | 2016      |
| 46   | Graham Westley         | 2016-2017 |
| 47   | Michael Flynn          | 2017-2021 |
| 48   | James Rowberry         | 2021-2022 |
| 49   | Graham Coughlan        | 2022-2024 |
| 50   | Nélson Jardim          | 2024-2025 |
| 51   | David Hughes -         |           |

### Joueurs emblématiques[1]
- David Pipe
- Antonio Corbisiero
- Mark Aizlewood
- Paul Bodin
- Jason Bowen
- Trevor Ford
- Chris Holloway
- Steve Jenkins
- Andy Legg
- Kevin Moore
- Kenny Morgans
- Tony Pulis
- Derek Sullivan
- Colin Webster
- Dean Holdsworth
- Darren Campbell
- Karl Darlow
- Bobby Ferguson
- Harry Hampton
- Bob Latchford
- Darren Peacock
- Albert Scanlon
- Tommy Tynan
- Bobby Evans
- Thomas Francis Pritchard
- John Aldridge
- Paul Hall